# ゴスペラッツ (アルバム)
『ゴスペラッツ』は、2006年4月19日にリリースされたゴスペラッツによる1枚目のオリジナル・アルバム。

## 概要
ラッツ&スターの鈴木雅之、佐藤善雄、桑野信義、ゴスペラーズの村上てつや、酒井雄二の全5名から構成されるゴスペラッツの初アルバム。
ラッツ&スターと親交の深い大瀧詠一が補佐人として表記されている。

### 音楽性
ラッツ&スターやアン・ルイスの楽曲のカバー、書き下ろしの楽曲にて構成されている。

### チャート成績
オリコンチャートで最高2位を記録。

### リリース
初回限定盤と通常盤の2形態で発売。
初回限定盤は特製指輪（アニバーサリー・リング）を同梱したスペシャルBOX仕様。

## 収録曲
1. ハリケーン
  - 作詞：湯川れい子／作曲：井上大輔／編曲：清水信之
  - シャネルズ（現ラッツ&スター）のカバー
2. まさか赤坂Show Time
  - 作詞：湯川れい子／作曲：井上大輔／編曲：井上鑑
3. リンダ
  - 作詞・作曲：竹内まりや／編曲：松本晃彦
  - アン・ルイスのカバー
4. Interlude〜クイズ♪バーボボバー♪物語〜
5. 星空のサーカス〜ナイアガラへの愛を込めて編〜:星空のサーカス〜スパイス・ソング
  - 作詞：松本隆・伊藤アキラ／作曲：大瀧詠一／編曲：井上鑑
  - 「星空のサーカス」は、シングル「Tシャツに口紅」のB面曲。
  - 「スパイス・ソング」は、デビュー曲用にデモまで制作されたが、採用されなかった楽曲。どちらとも大瀧による作品。
6. Valentine Kiss〜永遠の誓い〜
  - 作詞：湯川れい子／作曲：井上大輔／編曲：村松邦男
7. 時間飛行
  - 作詞：東海林良／作曲：井上大輔／編曲：井上鑑
8. Skit〜だからゴスペラッツ〜
9. The Voice
  - 作詞・作曲：Fred Parris